# Indisch Zwijgen
Indisch Zwijgen is een Nederlandse documentaire waarin drie kunstenaars het generatielange zwijgen over het Nederlands-Indisch verleden in hun familie proberen te doorbreken.
De documentaire van 32 minuten is geregisseerd door Sven Peetoom en Juliette Dominicus en geproduceerd door Stichting There Will Be Film. De film wordt gedistribueerd door Amstelfilm. Indisch Zwijgen werd in 2022 in twintig filmtheaters vertoond. In 2023 werd de film vertoond via de VPRO.
In de film worden drie Indische kunstenaars gevolgd: spoken-word artiest Amara van der Elst, Mei Oele en filmmaker Juliette Dominicus zelf. Zij gaan op zoek naar de oorzaak van het zwijgen over het verleden in Nederlands-Indië en willen meer te weten komen over hun eigen Indische afkomst.
De documentaire werd in 2022 genoemd in de toespraak van voorzitter Vera Bergkamp van de Tweede Kamer in het kader van de herdenking van gevallenen en slachtoffers in voormalig Nederlands-Indië. In de toespraak benadrukt zij dat steeds meer jongeren van de derde generatie op zoek gaan naar verhalen over het verleden in Nederlands-Indië: "De derde generatie - de kleinkinderen van hen die daar ooit woonden - laat ook van zich horen. Ze bevragen hun ouders, hun grootouders". De film werd gerecenseerd in verschillende media.
De film werd tijdens de herdenking in 2022 in Rotterdam vertoond op de Floating Pasar.